# アヴィニョン
アヴィニョン（Avignon）は、フランスの南東部に位置する都市（コミューン）で、ヴォクリューズ県の県庁所在地である。

## 歴史

### ローマ帝国時代から諸侯領時代まで
ローマ帝国時代にはガリア・ナルボネンシス属州の主要都市の一つであった。キリスト教が入ったのは早く、70年に司教座が置かれた。5世紀に蛮族の侵入によって荒廃した後、737年にカール・マルテル率いるフランク人（フランク王国）によって滅ぼされた。カール・マルテルが戦っていたアラブ人の側についたことによる。その後、ブルグント王国、ついでアルル王国領となる。12世紀末、都市は独立を宣言し、共和制をとる都市国家となるが、長くは続かず、アヴィニョンはプロヴァンス伯領、次いでトゥールーズ伯領となった。中世末のカタリ派運動の中ではカタリ派を支持した結果、1226年にアルビジョア十字軍を率いたフランス王ルイ8世によって占領され、武装解除された。カタリ派を支持した街への処罰として、市の城壁は破壊された。
1274年、フランス王フィリップ3世はアヴィニョンの周囲一帯（アヴィニョンは除く）のコンタ・ヴネサン（ヴネサン伯領）を教皇領に割譲した。1309年にローマ教皇クレメンス5世がアヴィニョンを居所に定め、1377年まで教皇庁所在地とした（アヴィニョン捕囚）。1303年にアヴィニョン大学が開かれ、フランス革命まで続き、法学で知られた。1426年に大司教座がおかれた。
アヴィニョン捕囚時代の半ば、1348年に領主プロヴァンス伯（兼ナポリ女王）ジョアンナから教皇クレメンス6世にアヴィニョンが売却された。以後、フランス革命で没収されるまでアヴィニョンはフランス国内の教皇領の飛び地となった。何人かの対立教皇は、アヴィニョンに教皇座を置いている。

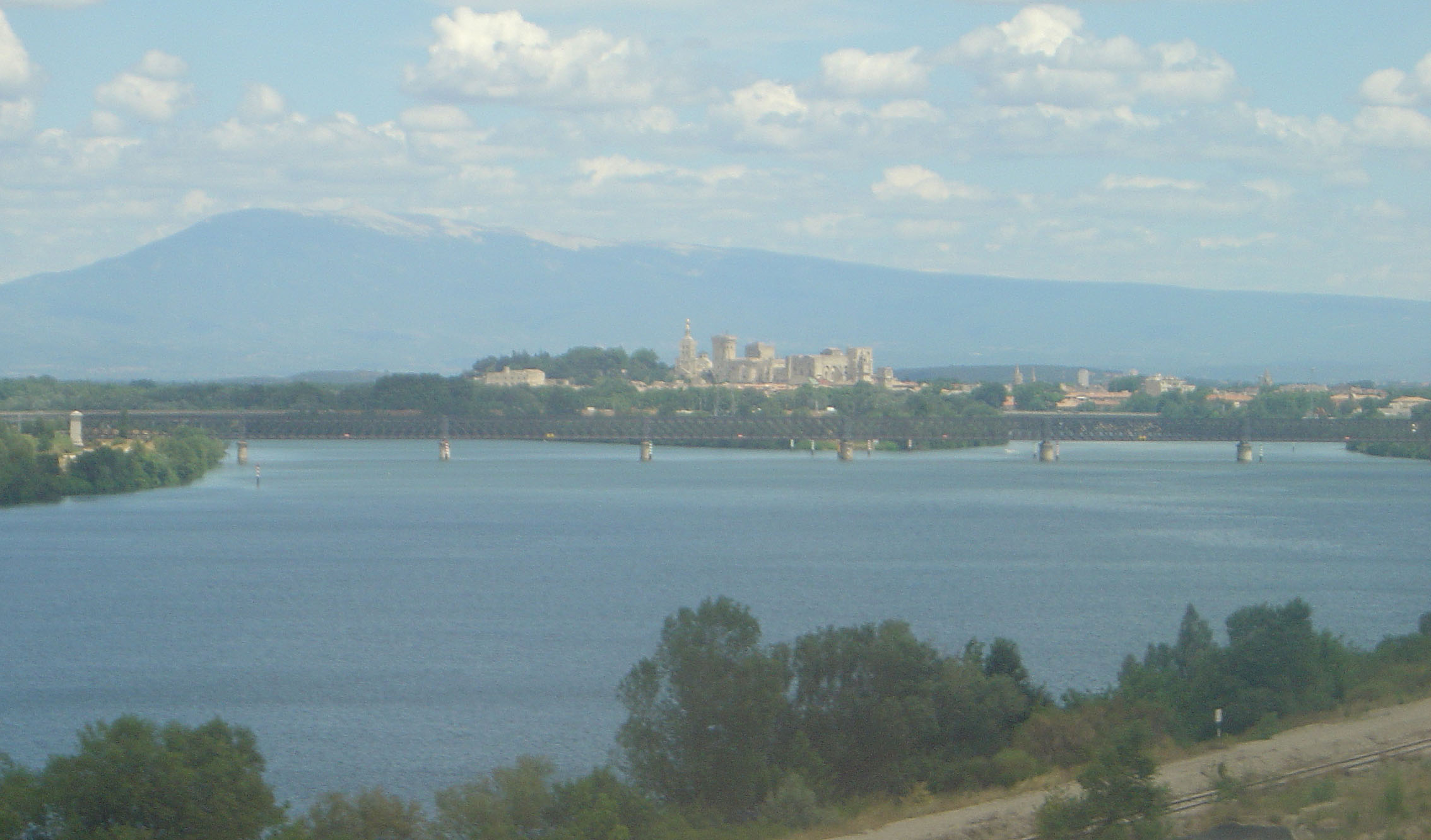
TGVから望むアヴィニョン市街地

### アヴィニョン捕囚時代
1305年、教皇に選出されたボルドー大司教がクレメンス5世としてリヨンで即位した。フランス人教皇誕生の背後にはフランス王フィリップ4世の強い影響力があった。アナーニ事件などで教皇を威嚇していたフィリップ4世の意志を受けたクレメンス5世は、ローマに戻らず枢機卿団と共にアヴィニョンに滞在し、ここに教皇庁の移転を宣言した。これがいわゆるアヴィニョン捕囚（教皇のバビロン捕囚）である。
こうして1309年にクレメンス5世がアヴィニョンに居を定めて以来、1377年にグレゴリウス11世がローマに戻るまで、7代69年間にわたってこの「捕囚」が続いた。この間、事実上の「キリスト教界の首都」となったアヴィニョンには、教皇庁宮殿、現在はフラ・アンジェリコやボッティチェリの「聖母子」を収蔵するプティ・パレ美術館として利用されている大司教館など、当時の建築が数多く残り、そのあたりの地区はアヴィニョン歴史地区として世界遺産に登録された。

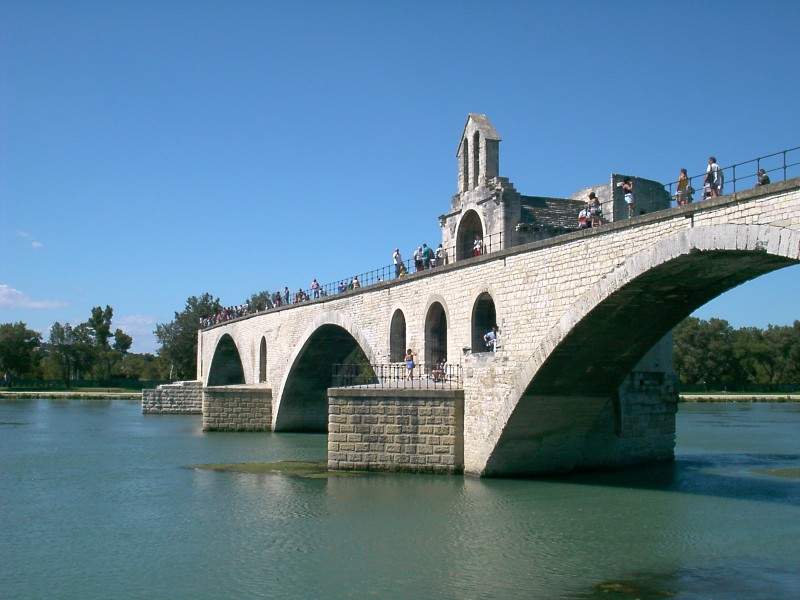
アヴィニョンのサン・ベネゼ橋

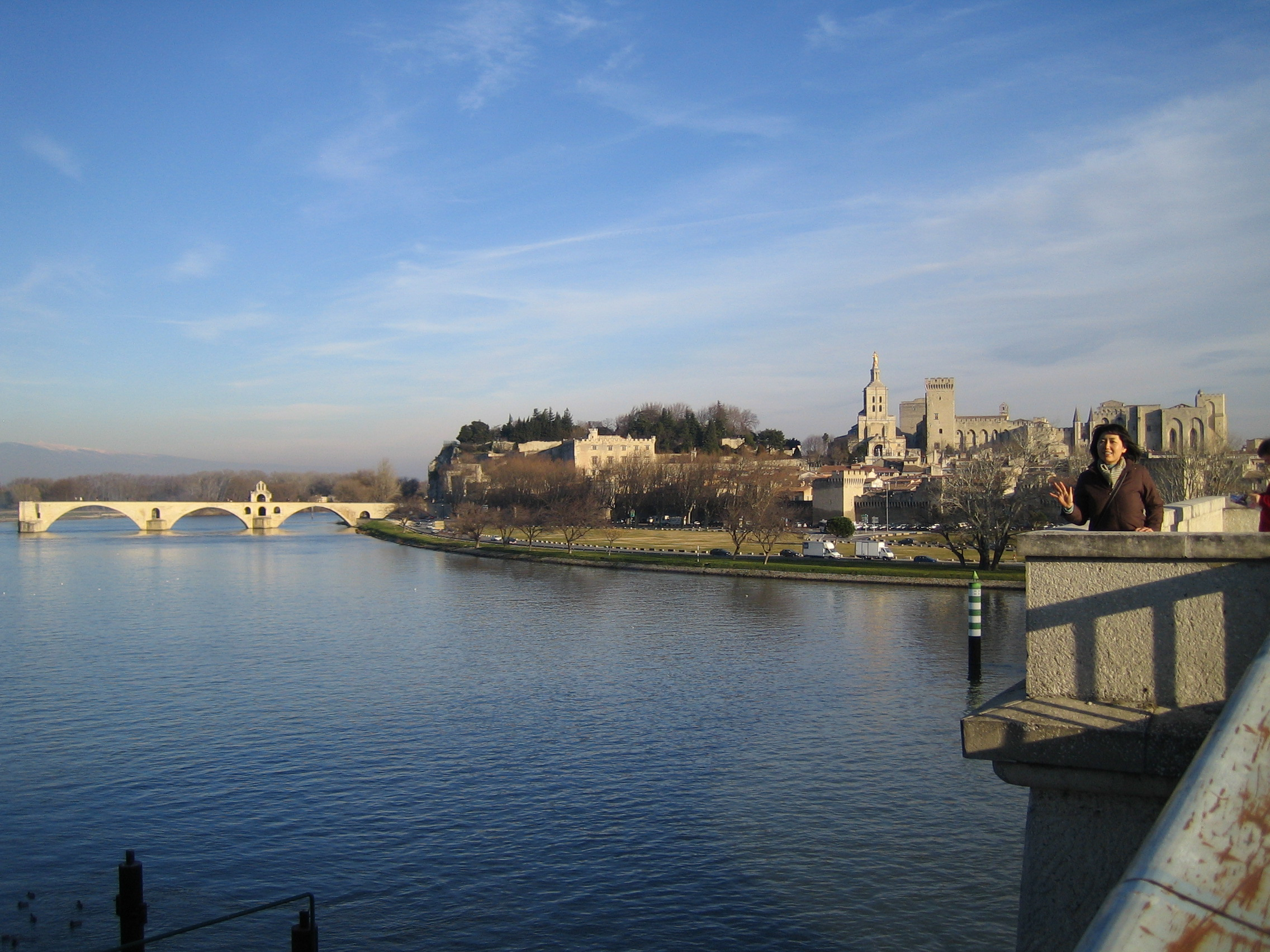
橋と宮殿

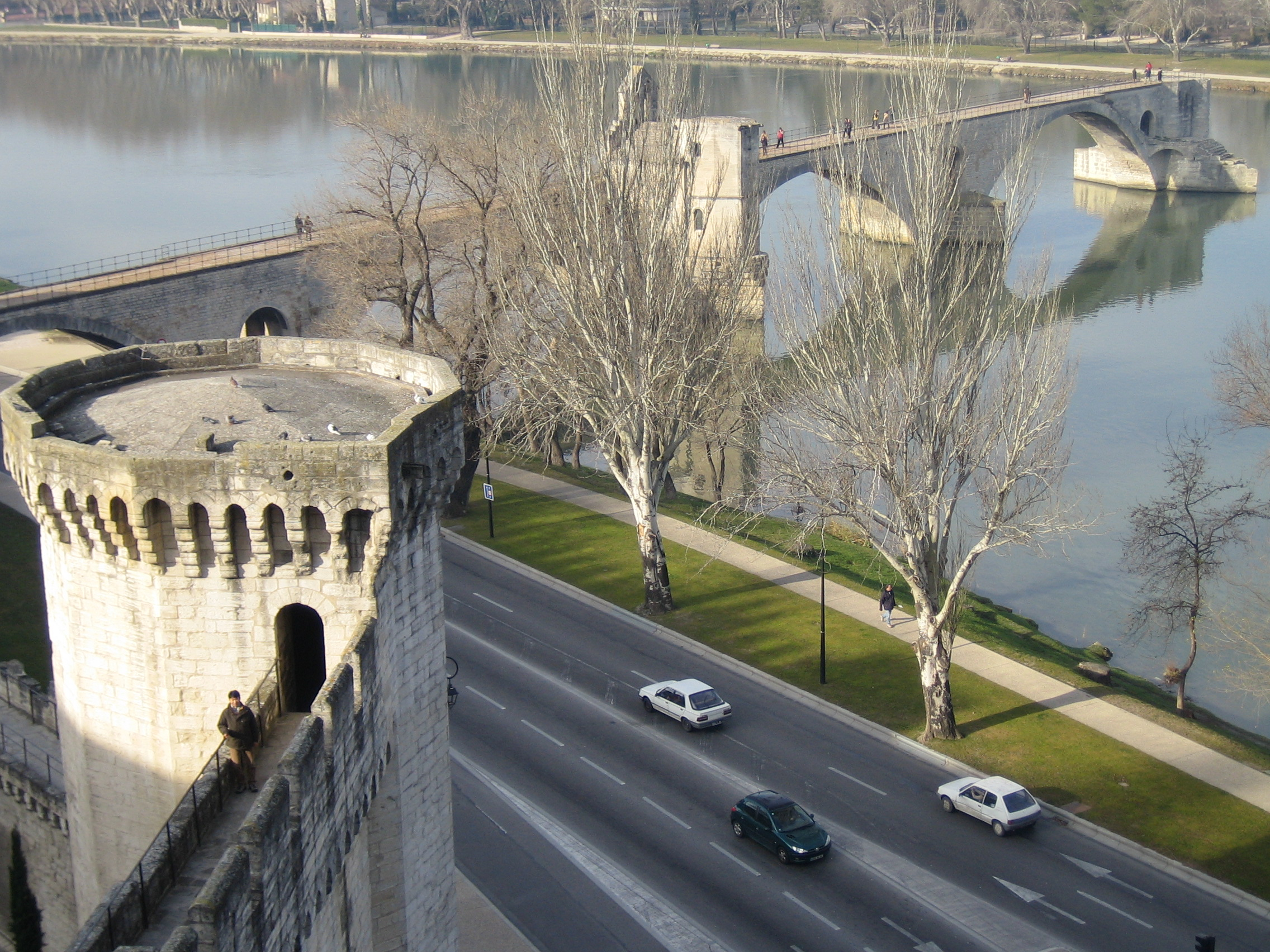
橋と城壁

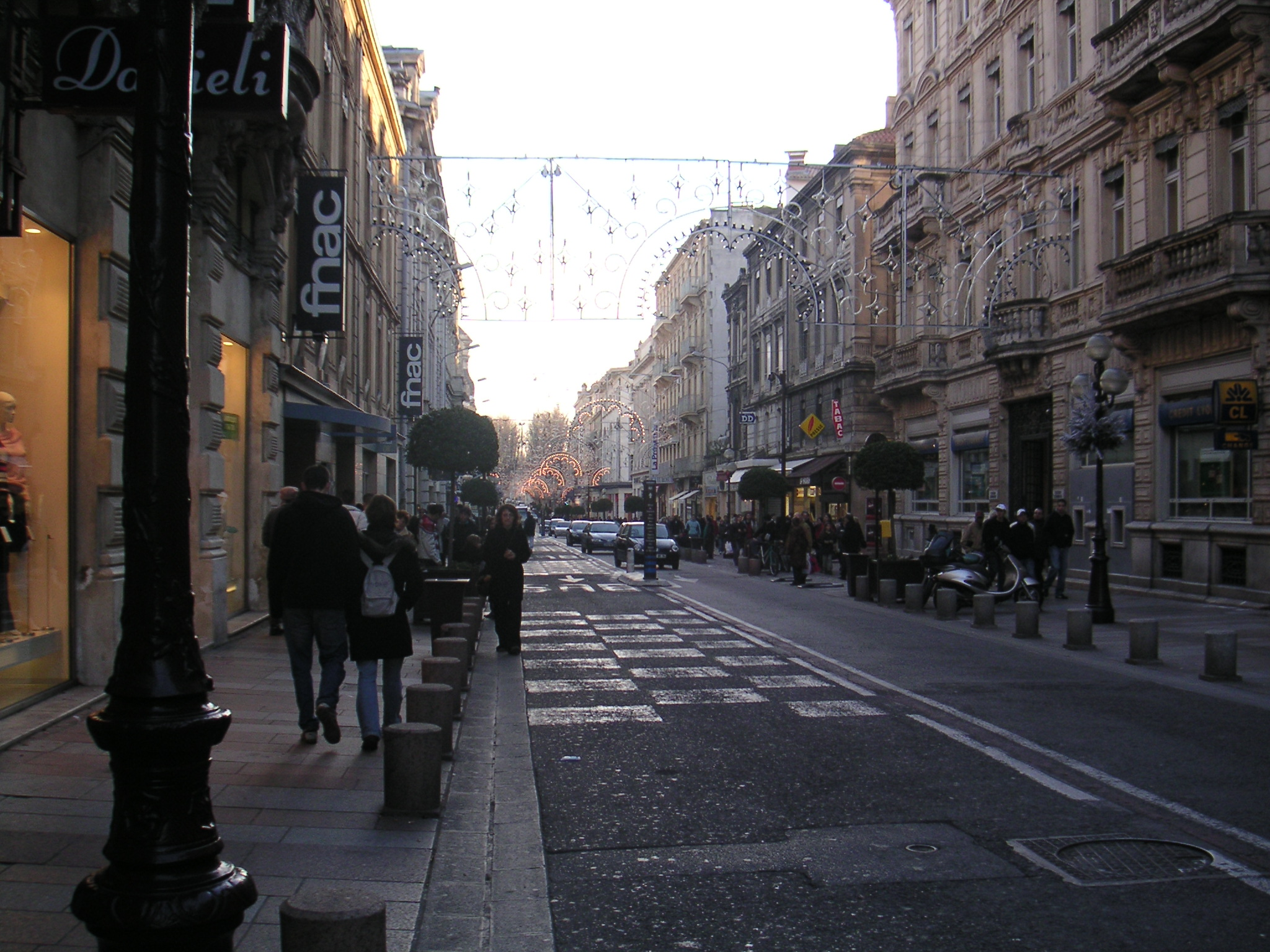
クリスマスの街並み

### アヴィニョンの橋
サン・ベネゼ橋（Pont St. Bénézet）は童謡「アヴィニョンの橋の上で」で知られる。「橋の上で輪になって踊ろう」と歌われているが、実際は道幅が狭く、上で踊れるほど安全な橋ではない。渡ることさえ危険なときもあり、橋から転落し命を落とした者さえいる。ローヌ川の度重なる氾濫により何度も橋が崩壊、そのたびに修復を強いられ財政を圧迫した。17世紀には遂に修復を断念、22あった橋脚のうち、現在は4つのみが残っている。

## 文化
1947年にジャン・ヴィラール（Jean Vilar）によって始められたアヴィニョン演劇祭は、毎年夏、世界各地から集まった団体が、約1か月間にわたり街のいたるところで演劇、舞踏、音楽、映画などを発表する。2002年には580、2004年には667の団体が参加した。2003年はストライキのため公式には中止されたが、非公式に多くの催しが開かれた。

## 観光
アヴィニョン市内
- アヴィニョン歴史地区
  - 教皇宮殿
  - サン・ベネゼ橋
  - ドン岩壁公園
  - プティ・パレ美術館
- 時計台広場

近郊
- ポン・デュ・ガール（世界遺産に登録されているローマ水道橋）

## 交通

### 鉄道
アヴィニョンには主要な鉄道駅が2つある。城壁のすぐ外側にあるアヴィニョン中央駅は、あらゆる列車が停車する。LGV地中海線のアヴィニョンTGV駅は、市の中心部から南に2.3kmに位置し、パリやマルセイユなどから比較的短時間で移動することが可能である。2013年12月以降、この2つの駅は「ヴィルギュール線」で結ばれている。以前は別のコミューンだった「モンファヴェ地区」にも鉄道駅がある。

### 空港
南東の境界線付近にあるアヴィニョン＝コーモン空港には、イングランドへの国際路線が運航されている。国内および国際定期旅客便の主要路線は、マルセイユ・プロヴァンス空港まで行く必要がある。

### 公共交通
アヴィニョン市とその近郊の公共交通機関として、テセリ（Técélys）の運営するオリゾがある。オリゾは、トラム、BRT、バスのほか、自転車シェアリングやカープールサービスを運営している。

## 姉妹都市
- コルチェスター、イギリス
- ジュルベル、セネガル
- グアナフアト、メキシコ
- ニューヘブン、アメリカ合衆国
- シエーナ、イタリア
- タラゴナ、スペイン
- トゥルトーザ、スペイン
- ヴェッツラー、ドイツ

## 出身有名人
- ジャン・アレジ：F1ドライバー
- ピエール・ブール：小説家
- ミレイユ・マチュ：歌手
- オリヴィエ・メシアン：作曲家
教皇庁の目の前にある市立音楽院は、アヴィニョン・オリヴィエ・メシアン音楽院と命名されている。
- クロード・ジョセフ・ヴェルネ：画家
- ジュリアーノ・アレジ：レーシングドライバー　ジャン・アレジの息子。
- ブノワ・リショー：元フィギュアスケート選手、現振付師
- ジェローム・デュクロス : 音楽家